# DirectFB
DirectFB (pour Direct Frame Buffer en anglais) est une bibliothèque libre pour le système d'exploitation Linux qui fournit à la fois un accès aux composants matériels graphiques (accélération matérielle) ainsi qu'aux périphériques d'entrées, et un système de gestion de fenêtres intégré avec support de la transparence et de calques multiples, tout ceci au travers de l'interface framebuffer de Linux.
Cette bibliothèque permet aux développeurs de contourner le serveur X Window qui est utilisé traditionnellement pour les interfaces graphiques sur les plates-formes de type UNIX, et ceci dans le but d'obtenir un affichage nettement plus rapide, ainsi que de simplifier considérablement l'interface de programmation qui est très complexe avec la Xlib. C'est un des backends possibles de la bibliothèque multimédia SDL. 
DirectFB est souvent utilisé dans les environnements embarqués qui ne pourraient supporter un environnement X Window complet. En 2006, une version de DirectFB a été incluse dans la liste des logiciels pour le CE Linux Forum (en) comme spécification V2 Audio/Vidéo.
DirectFB peut également supporter XDirectFB, une implémentation de l'interface de programmation d'un serveur X qui utilise DirectFB pour le rendu des fenêtres. Il est ainsi possible de faire fonctionner des applications prévues pour X11 avec DirectFB.
DirectFB est distribué selon les termes de la licence GNU LGPL.
LinuxTV ainsi que le compagnon mobile Palm Foleo utilisent DirectFB.
Fin 2021, le projet DirectFB2 se veut de redonner du dynamisme à la bibliothèque. Une présentation est faite au FOSDEM 2022, Une bibliothèque d'interface graphique appelée LiTE se base sur cette bibliothèque pour fournir une interface légère à destination de l'embarqué. DirectFB2 peut utiliser au choix le Linux Framebuffer ou bien les KMS/DRM.